# Robert Pikler (violinista)
Robert Pikler   (24 de gener de 1909 - 17 de gener de 1984) va ser un violinista australià, violista, director d'orquestra i professor de música d'origen hongarès.
Fill del diputat socialdemòcrata Emil Pikler va estudiar violí, viola i direcció a l'Acadèmia de Música Franz Liszt amb Eugene Ormandy i Jenő Hubay i va continuar la seva formació amb Jacques Thibaud a París. El 1927 va fundar una orquestra de cambra amb la qual va fer una gira per Europa central i des del 1934 per Àsia. Va treballar a l'Índia durant dos anys, després dels quals va donar concerts a l'Extrem Orient amb Szymon Goldberg i Lili Kraus. Dirigia l'Orquestra de Ràdio de les Índies Orientals dels Països Baixos a Batavia quan va ser internat pels japonesos el 1942.
El 1946 va arribar a Sydney des de la captivitat, on en pocs mesos va fundar els Musica Viva Chamber Players juntament amb Richard Goldner, amb qui va oferir diversos centenars de concerts fins que es va dissoldre l'orquestra el 1951. El 1952 Eugène Goossens el va portar de primer violista a l'Orquestra Simfònica de Sydney, de la qual va formar part fins al 1965. Aquell any es va convertir en director artístic i violista del quartet de corda de Sydney al Conservatori Estatal de Música de Nova Gal·les del Sud.
Els problemes oculars el van obligar a deixar el quartet de corda el 1969 i va fundar l'Orquestra de Cambra Robert Pikler, amb la qual va fer una gira per Austràlia i el 1970 pel sud-est asiàtic. L'any següent es va retirar de les aparicions públiques. Fins al 1978 va ensenyar al Conservatori de Sydney, on va fundar l'Orquestra de Cambra del Conservatori de Sydney. Pikler també era conegut com un talentós jugador d'escacs que va guanyar premis a l'Índia i Austràlia.